# Peter Holowka

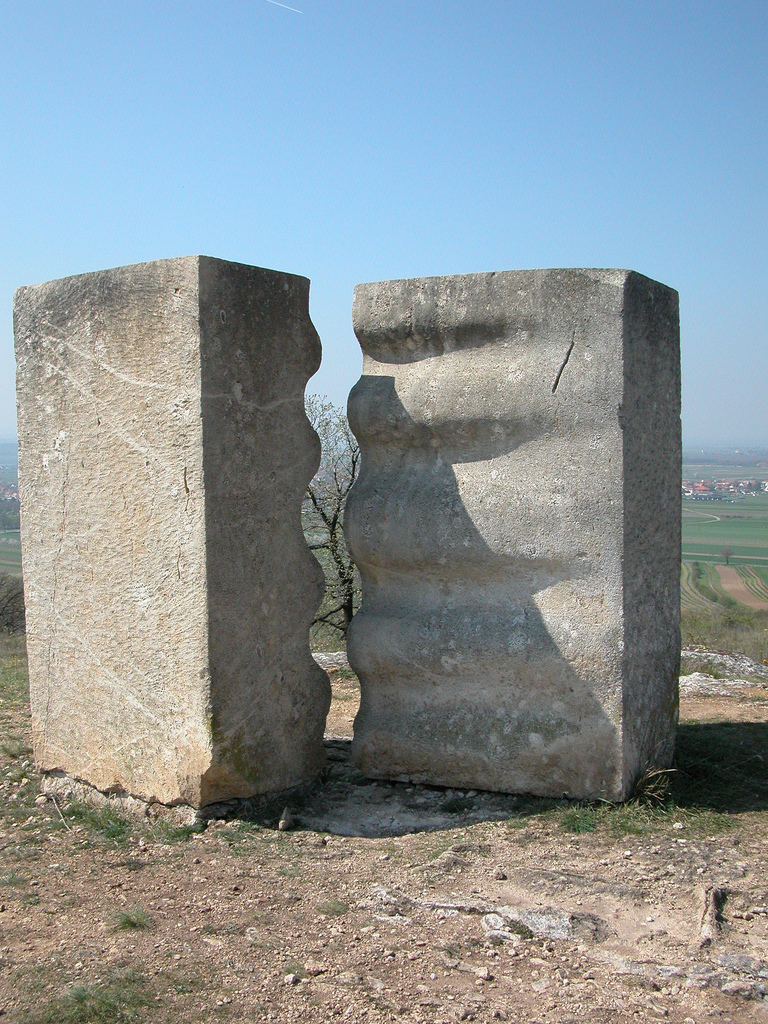
Ohne Titel (1969), Sankt Margarethen im Burgenland

Peter Holowka (* 4. Mai 1943 in Spital, Österreich) ist ein österreichischer Graphiker und Bildhauer. Er lebt und arbeitet als Graphiker in Genf.

## Leben und Werk
Holowka wurde an der Bundesfachschule für Holzbildnerei in Hallstatt in Österreich zum Holzbildhauer ausgebildet und studierte anschließend Bildhauerei an der Kunstakademie. Der Künstler nahm in den 1960er Jahren an Bildhauersymposien in Deutschland und Österreich teil.

## Bildhauersymposien
- 1968: Bildhauersymposion Lindabrunn in Enzesfeld-Lindabrunn (Österreich)
- 1969: Symposion Europäischer Bildhauer in Sankt Margarethen im Burgenland (Österreich)
- 1969/1970: Bildhauersymposion Oggelshausen in Oggelshausen (Deutschland)